# بحيرة بارانوا
بحيرة بارانوا (البرتغالية: لاغو بارانوا، وضوحاً لاغو باونا): هي بحيرة اصطناعية تقع في برازيليا، عاصمة البرازيل، أثناء بناء المدينة، تم سد نهر بارانوا لتشكيل البحيرة، التي يبلغ محيطها 80 كم (50 ميل)، وتوجد على شواطئها سفارات وقنصليات، ونوادي رياضية، ومطاعم، ومناطق سكنية في لاغو سول ولاجو نورتي، وجامعة برازيليا، والمركز الأولمبي، وبالاسيو دا ألفورادا، المقر الرسمي لرئيس البرازيل.